# Cormac Cond Longas
Cormac Cond Longas, surnommé « l’Exilé » dans la mythologie celtique irlandaise, est le fils ainé du roi d’Ulster Conchobar Mac Nessa et de Ness.
Dans le Cycle d'Ulster, il quitte la cour avec d’autres guerriers Ulates de premier plan, dont Fergus Mac Roeg son père adoptif et Dubthach Dóel Ulad, après que Conchobar ait assassiné les trois fils d’Usnech et la fin tragique de Deirdre. Il se réfugie à Crúachan, résidence de la reine Medb et du roi Ailill, les souverains du Connaught. Il est entraîné dans la « razzia des vaches de Cooley » (Táin Bó Cúailnge) où il combat l’armée de son père aux côtés des guerriers d’Irlande, coalisés contre les Ulates.
À la mort de son père, il est désigné pour monter sur le trône d’Ulster, mais l’infraction d’une geis, lui fait perdre la vie sur le chemin du retour.

## Source
- La Rafle des vaches de Cooley, récit celtique, traduit de l'irlandais, présenté et annoté par Alain Deniel, L’Harmattan, Paris, 1997,  (ISBN 2-7384-5250-7).

## Note
1. ↑  On rencontre aussi les graphies Cormac Connlongas, Cormac Connloinges.
2. ↑  Nom des guerriers d’Ulster.